# 파이홀
파이홀 (Pi-hole)은 리눅스 네트워크 수준 광고 및 인터넷 추적 차단 응용 소프트웨어이다.라즈베리 파이와 같은 네트워크 기능이 있는 저전력 임베디드 장치용으로 설계되었지만 그외에도 거의 모든 리눅스가 설치된 컴퓨터에 설치할 수 있다.
파이홀은 웹사이트 광고는 물론 스마트TV, 모바일 운영체제에 뜨는 광고까지 차단할 수 있는 기능을 갖췄다.

## 역사
파이홀은 2014년 제이콥 살멜라가 광고 차단기 AdTrap의 오픈 소스 대체품으로 만들었다.

## 같이 보기
- 광고 차단
- 온라인 광고